# Leptocampoplex cremastoides
Leptocampoplex cremastoides är en stekelart som först beskrevs av Holmgren 1860.  I den svenska databasen Dyntaxa används istället namnet Leptocampoplex punctulatus. Leptocampoplex cremastoides ingår i släktet Leptocampoplex och familjen brokparasitsteklar. Arten är reproducerande i Sverige. Inga underarter finns listade i Catalogue of Life.